# Švédsko na Zimních olympijských hrách 1972
Švédsko na Zimních olympijských hrách 1972 v Sapporu reprezentovalo 58 sportovců, z toho 49 mužů a 9 žen. Nejmladším účastníkem byla Anita Johansson (17 let, 169 dní), nejstarším pak Carl-Erik Eriksson (41 let, 267 dní). Reprezentanti vybojovali 4 medaile, z toho 1 zlatou 1 stříbrnou a 2 bronzové.

## Medailisté
| Medaile | Jméno               | Sport          | Disciplína   |
| ------- | ------------------- | -------------- | ------------ |
| Zlato   | Sven-Åke Lundbäck   | Běh na lyžích  | muži 15 km   |
| Stříbro | Hasse Börjes        | Rychlobruslení | muži 500 m   |
| Bronz   | Lars-Göran Arwidson | Biatlon        | muži 20 km   |
| Bronz   | Göran Claeson       | Rychlobruslení | muži 1 500 m |